# 聯合國安全理事會第2022/155號草案
聯合國安全理事會第2022/155號草案是於2022年2月25日在聯合國安全理事會上提出的草案，由美國及阿爾巴尼亞起草，並獲得81國聯署。該草案要求聯合國譴責入侵並要求俄羅斯聯邦立即、彻底和无条件地从乌克兰国际公认边界内领土撤出所有军事部队及撤销关于乌克兰顿涅茨克和卢甘斯克某些地区地位的决定。結果只有俄羅斯一票反對，但因其身為常任理事國的一票否決權使本案未能成案，最終引致聯合國根據1950年11月3日决定的聯合國大會第377號決議以及安理會程序性決議訴諸召開聯合國大會第十一屆緊急特别會議，另外亦因此通過對常任理事國的否決進行討論的聯合國大會第76/262號決議。

## 背景
2022年2月24日，俄羅斯違反了2014年9月5日和2014年9月19日簽訂的《明斯克议定书》及《明斯克备忘录》，全面入侵烏克蘭，國際社會紛紛譴責或採取制裁行動。在此背景下美國和阿爾巴尼亞及其他81個聯合國會員國向聯合國安全理事會提交了此草案。

## 結果
由於俄羅斯聯邦動用一票否決權，因此草案最終未獲通過，該草案的未獲通過令聯合國根據1950年11月3日決定的聯合國大會第377號決議提出聯合國安全理事會第2623號決議，並決議召開聯合國大會第十一屆緊急特別會議。此案也間接促成了通過對常任理事國的否決進行討論的聯合國大會第76/262號決議。

## 投票结果
| 立場  | 票數 | 國家                                                                       | 選票百分比 |
| ----- | ---- | -------------------------------------------------------------------------- | ---------- |
| 贊成  | 11   | 法國、英國、美國、阿爾巴尼亞、巴西、加蓬、加納、愛爾蘭、肯亞、墨西哥、挪威 | 73.33%     |
| 反對  | 1    | 俄羅斯聯邦                                                                 | 6.66%      |
| 棄權  | 3    | 印度、中國、阿拉伯聯合大公國                                               | 20%        |
| 總計  | 15   | –                                                                          | 100%       |
| 來源: |      |                                                                            |            |